# 碳酸钠
碳酸钠（sodium carbonate），俗稱纯碱、苏打，化学式Na
2CO
3。是一种无机化合物及水合物。所有形式的碳酸钠都是白色、无味、可溶于水的盐类，并在水中生成碱性溶液。历史上，碳酸钠是从生长在富含钠的土壤中的植物灰烬中提取的。由于这些富含钠的植物灰烬与木材灰烬（木灰曾用于生产钾盐）有明显的不同，碳酸钠因此被称之为“纯碱”。碳酸钠通过氨碱法从氯化钠和石灰石中大量生产，也可以通过对氢氧化钠进行碳酸化来生产。不过与碳酸钠不同的是，氢氧化钠是通过氯碱法制得的。

## 製取方法
把氫氧化鈉通入二氧化碳來制取碳酸鈉：
2NaOH+CO2→Na2CO3+H2O

### 侯氏制碱法
反应分三個步驟进行：
1. NH3 + CO2 + H2O → NH4HCO3
2. NH4HCO3 + NaCl → NaHCO3 + NH4Cl
3. 2NaHCO3 → Na2CO3 + CO2 + H2O

反应过程中，由于碳酸氢钠的溶解度明显低于碳酸氢铵和氯化钠，所以可从水中结晶而出。反应生成的二氧化碳（CO2）可以回收再用，而氯化銨（NH4Cl）又可以与生石灰反应，产生NH3，重新作为原料使用：
2NH4Cl + CaO → 2NH3 + CaCl2 + H2O
氨碱法使生产实现了连续性生产，食盐的利用率得到提高，产品质量纯净，因而被称为「纯碱」，但最大的优点还在于成本低廉。

### 索尔维制碱法
侯氏（联合制碱法）与索氏两法的区别是对于碳酸氫铵的处理。索氏是加入生石灰发使氨逸出，而侯氏是加入食盐使氯化铵结晶而出。

## 历史
在联合制碱法发明以前，氨碱法（亦稱為索爾維製碱法）应用最为广泛。是比利时人歐內斯特·索爾維（Ernest Solvay）於1862年發明的。
1867年索尔维公司制造的产品在巴黎世界博览会上获得铜制奖章，此法被正式命名为索尔维法。此时，纯碱的价格大大下降。消息传到英国，正在从事路布兰法制碱的英国哈琴森公司取得了两年独占索尔维法的权利。1873年哈琴森公司改组为卜内门公司（Brunner Mond，即帝國化學工業（ICI）的前身），建立了大规模生产纯碱的工厂，后来，法、德、美等国相继建厂。这些国家发起组织索尔维公会，设计图纸只向会员国公开，对外绝对保守秘密。凡有改良或新发现，会员国之间彼此通气，并相约不申请专利，以防泄露。除了技术之外，营业也有限制，他们采取分区售货的办法，例如中国市场由英国卜内门公司独占。由于如此严密的组织方式，凡是不得索尔维公会特许权者，根本无从问津氨碱法生产详情。直至20世纪初，许多国家要想探索索尔维法奥秘的厂商，无不以失败而告终。直至有關專利告終，此制作方法才大白於世。

## 结晶水合物
碳酸钠的结晶水合物俗称石碱，其分子式为Na2CO3·10H2O，带十个结晶水，另有带七个结晶水与一个结晶水的Na2CO3·7H2O与Na2CO3·H2O，在干燥的空气中易风化。

## 水溶液
其水溶液显弱碱性(pH值範圍大約9至11) ，所以被称为纯碱。有滑腻感，可以用于洗涤油污。
- 在不断通入二氧化碳气体的情况下，碳酸钠会与二氧化碳、水共同反应生成碳酸氢钠：

Na2CO3 + CO2 + H2O → 2NaHCO3
同時會發生副反應：
CO
2 + H
2O ⇌ H
2CO
3
二氧化碳溶於水後，一部分二氧化碳會與水化合，形成碳酸。該反應是一個可逆反應，
該反應在常溫下的平衡常數是Kh=1.70×10−3；因此大部分二氧化碳都不會參與反應。假若沒有催化劑存在，反應速率十分緩慢，其反應速率常數僅為0.039 s−1（正反應）以及23 s−1（逆反應）。
- 碳酸钠遇酸会发生剧烈反应，同时生成二氧化碳和水：

Na2CO3 + 2H+ → 2 Na+ + CO2 + H2O
该性质被利用于制造气体灭火器。
- 碳酸钠与氢氧化钙反应生成氢氧化钠和碳酸钙，工业上用来制氢氧化钠：

Na2CO3 + Ca(OH)2 → 2 NaOH + CaCO3
- 在水溶液中，碳酸钠会完全解離为碳酸根与钠离子，碳酸根会发生水解：

CO2−
3 + H2O → HCO−
3 + OH−

## 应用
碳酸钠的主要工业应用领域为平板玻璃、日用玻璃、合成洗衣粉、中和酸性廢料、氧化铝等行业。
在生产生活中，碳酸钠用于制作麵点，制取氢氧化钠等，或作为多种洗涤剂的配方。水的净化用它来做软化剂。
碳酸钠在极高的温度（1000℃以上）会少量分解，但是在没有外加助剂的情况下，即使到1270℃，在数小时内仍然只是少部份分解（<2％）。
用于制备碳酸氢钠：19世纪以前，氢氧化钠的制备通常会先以勒布朗法〈Leblanc process〉生成前驱物碳酸钠，再通过高温煅烧，使得碳酸钠分化为氧化钠与二氧化碳，最终，将氧化钠溶于水中，便可制得氢氧化钠： 
Na2CO3 → Na2O + CO2
Na 2O+H2O→2NaOH

## 延伸閱讀
- Eggeman, Tim. . John Wiley & Sons, Inc.  (编). . Hoboken, NJ, USA: John Wiley & Sons, Inc. 2011-01-14: 1915040918012108.a01.pub3. ISBN 978-0-471-23896-6. doi:10.1002/0471238961.1915040918012108.a01.pub3 （英语）.
- Thieme, Christian. . Wiley-VCH Verlag GmbH & Co. KGaA  (编). . Weinheim, Germany: Wiley-VCH Verlag GmbH & Co. KGaA. 2000-06-15: a24_299. ISBN 978-3-527-30673-2. doi:10.1002/14356007.a24_299 （英语）.

## 外部連結
- American Natural Soda Ash Company （页面存档备份，存于）
- International Chemical Safety Card 1135 （页面存档备份，存于）
- FMC Wyoming Corporation
- Use of sodium carbonate in dyeing （页面存档备份，存于）
- Sodium carbonate manufacturing by synthetic processes
- Soda Ash light overview, manufacturing method and applications[永久]